# VT-linjen
VT-linjen også kaldet Vammelsuu–Taipale linjen var en finsk forsvarslinje på det Karelske næs, som blev bygget 1942-1944 under Fortsættelseskrigen. Den strakte sig fra Vammelsuu på nordkysten af den Finske Bugt gennem Kuuterselkä, Kivennapa og langs Taipaleenjoki floden til Taipale på den vestlige bred af Ladoga søen. Den krydsede jernbanen mellem Leningrad og Viipuri ved Kelliö (nu 69 km).